# Kanonierka

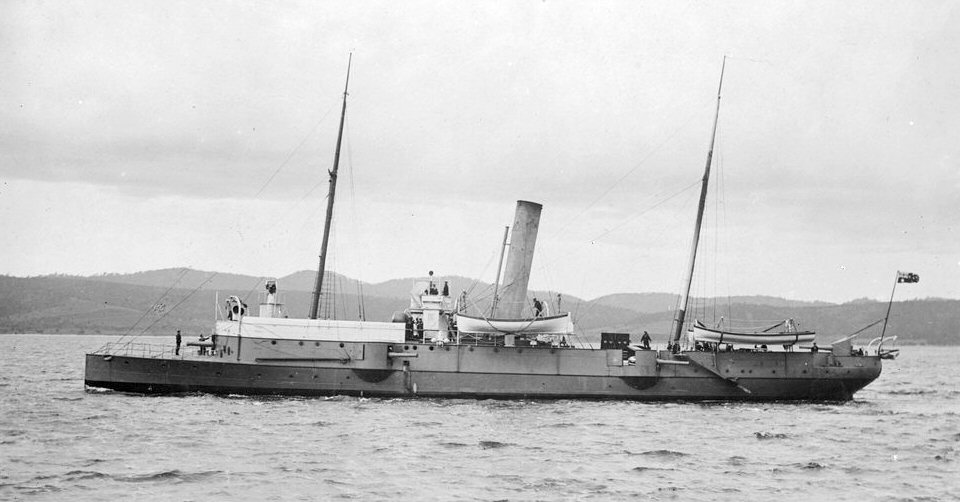
Kanonierka HMAS „Protector” z 1884, charakterystycznego dla tego okresu typu Rendela.

Kanonierka (fr. canonnière od canon „działo” z wł. cannone „działo”, zgrub. od canna „rura”) – historyczna klasa okrętów artyleryjskich średniej lub małej wielkości. Kanonierki przeznaczone były przede wszystkim do ostrzeliwania celów lądowych, przybrzeżnej służby patrolowej i dozorowej, obrony wybrzeża, stawiania min i innych zadań pomocniczych.

## Historia
Kanonierki powstały jako okręty żaglowe, zazwyczaj uzbrojone w jedną armatę gładkolufową dużego kalibru. Pierwsze kanonierki były niewielkimi okrętami, o długości ok. 15 metrów, jedno- lub dwumasztowymi, budowano także kanonierki o napędzie wiosłowym.

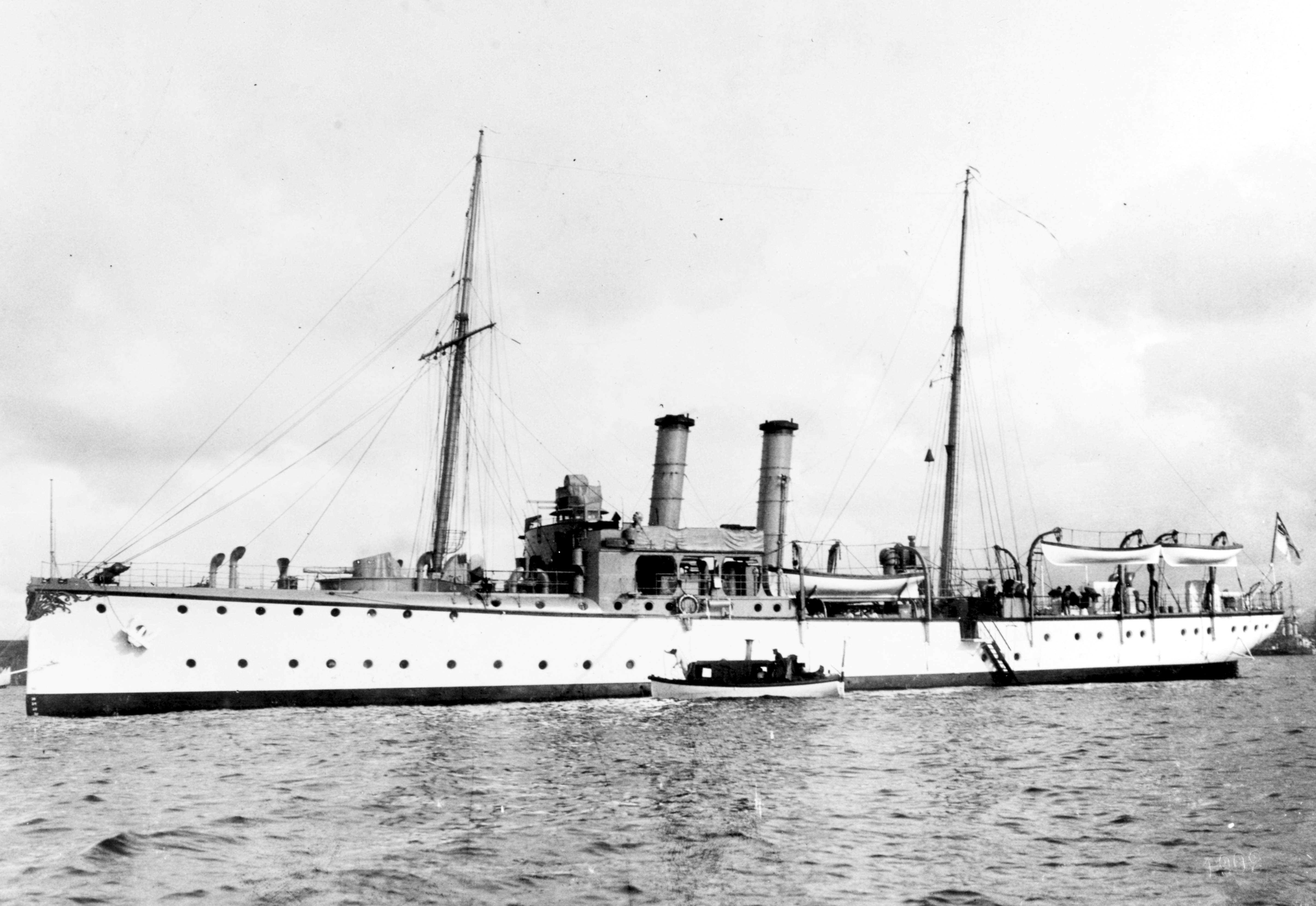
Niemiecka kanonierka „Panther” z 1901.

Rodzaje kanonierek różniły się w zależności od przeznaczenia. Oprócz kanonierek stanowiących uniwersalne niewielkie okręty artyleryjskie, istniały w XIX wieku kanonierki obrony wybrzeża, uzbrojone z reguły w jedno działo dużego kalibru (ponad 200 mm) i kilka mniejszych (z klasy tej następnie powstały pancerniki przybrzeżne). Największą popularność zyskały jednak kanonierki kolonialne, przeznaczone do służby zamorskiej. Aż do II wojny światowej okręty tej klasy często używane były do reprezentowania interesów mocarstw w ich koloniach oraz strefach wpływów politycznych, głównie w Afryce i wschodniej Azji, w tym także do ekspedycji karnych epoki kolonializmu (na przykład podczas drugiej wojny opiumowej w Chinach). Szczególne nasilenie działań tego typu miało miejsce na przełomie XIX i XX wieku – stąd powstało określenie: „polityka kanonierek” bądź „dyplomacja kanonierek” (konflikty marokańskie).
W latach 80. i 90. XIX wieku budowano też osobną podklasę kanonierek torpedowych, które były szybsze i oprócz dział, uzbrojone w kilka wyrzutni torped.
Po I wojnie światowej, kanonierki straciły na znaczeniu, wypierane przez okręty bardziej uniwersalnych klas, jak niszczyciel oraz bardziej potrzebne okręty eskortowe. Podczas II wojny światowej istniejące jednostki były jeszcze używane do ostrzeliwania wybrzeży. Ostatecznie klasa ta zanikła po II wojnie światowej.
Rozbrojeniowy traktat londyński z 1930 (obowiązujący Wielką Brytanię, USA i Japonię) pośrednio ograniczył charakterystyki kanonierek, które można było budować bez limitu ilości. Nie mogły one przekraczać wyporności standardowej 2032 ton (2000 ts), kalibru dział 155 mm, ani prędkości 20 węzłów; nie mogły mieć także wyrzutni torpedowych, ani więcej niż 4 dział kalibru ponad 76 mm.

## Konstrukcja

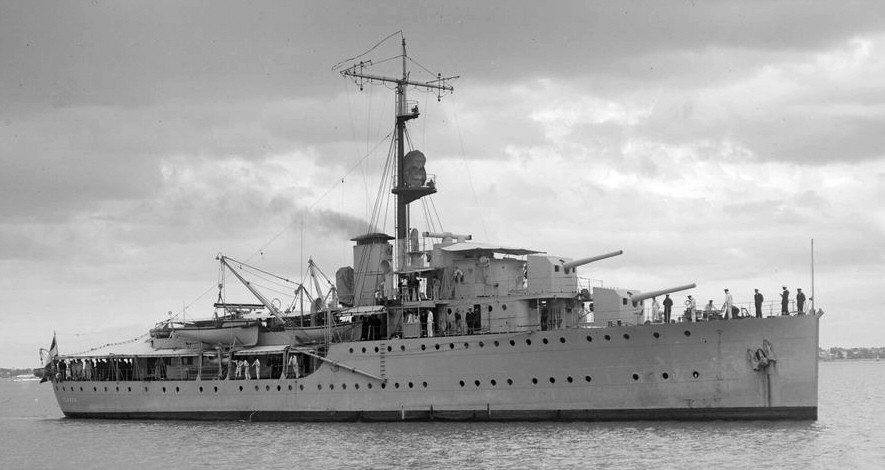
Holenderska kanonierka „Flores” z okresu II wojny światowej.

Wyporność standardowa kanonierek wynosiła od 300 do 2000 ton – zwykle w granicach 1000 t. Uzbrojenie stanowiły z reguły 2–4 działa kalibru od 75 do 130 mm oraz działa mniejszego kalibru, a od I wojny światowej także działka przeciwlotnicze. Część kanonierek (zwłaszcza wczesnych – XIX-wiecznych) miała artylerię główną złożoną z dział o kalibrze 152–203 mm, a nawet do 280 mm. Rozpowszechnione w II połowie XIX wieku kanonierki konstrukcji Rendela i wzorowane na nich, miały jedno działo dużego kalibru umieszczone na dziobie i strzelające do przodu. Część okrętów tej klasy mogła stawiać do kilkudziesięciu min, niektóre były nawet później przebudowywane na stawiacze min.
Nieliczne typy kanonierek były lekko opancerzone (kanonierki pancerne), większość nie posiadała jednak opancerzenia. Wszystkie kanonierki charakteryzowały się niewielką prędkością 11–16 węzłów, rzadziej rzędu 20 węzłów (oprócz kanonierek torpedowych). Część okrętów tej klasy, zwłaszcza przeznaczonych do służby kolonialnej, charakteryzowała się dużym zasięgiem pływania, w przeciwieństwie do kanonierek obrony wybrzeża. Kanonierki budowane do początku XX wieku posiadały ponadto pomocniczy napęd żaglowy.
Zbliżone do kanonierek były brytyjska klasa slupów (sloop) i francuska awizo.

## Polskie kanonierki

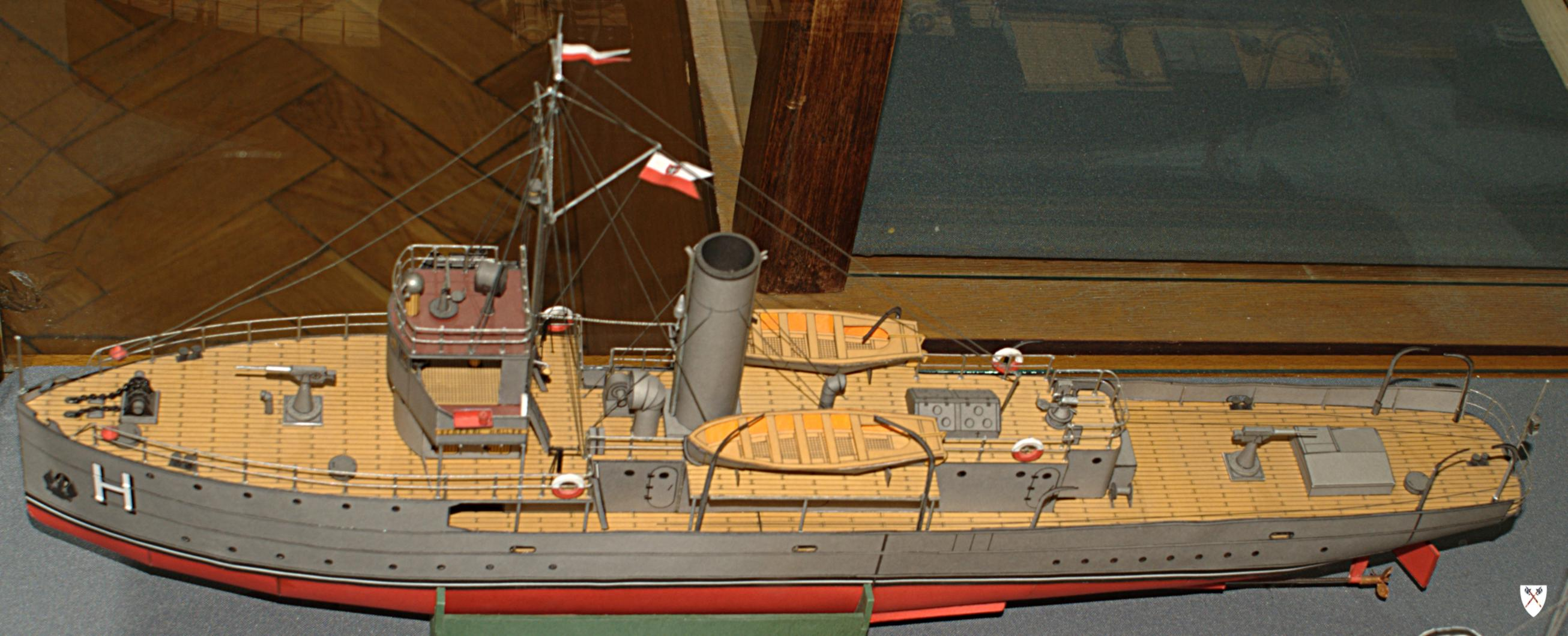
ORP Generał Haller

Polska posiadała do 1939 roku 2 małe kanonierki: ORP „Komendant Piłsudski” i ORP „Generał Haller” o wyporności 340 ton, uzbrojone w dwa działa 75 mm.
 